# Peralta, Novi Meksiko
Peralta je mjesto u okrugu Valenciji u američkoj saveznoj državi Novom Meksiku. Prema popisu stanovništva SAD 2010. u ovdje je živjelo 3660 stanovnika. 
Prije nego što je inkorporirana 1. srpnja 2007., Peralta je bila popisom određeno mjesto. 2000. godine na popisu stanovništva imala je 2000. sstanovnika.

## Povijest
Ovdje se odvila mala bitka prije kraja pohoda konfederacijskog generala Sibleya 1862. godine tijekom američkog građanskog rata.
"Padre Islete", Anton Docher ovdje je bio svećenik za vrijeme dugog boravka u Isleti.

## Zemljopis
Nalazi se na 34°49′35″N 106°41′20″W / 34.82639°N 106.68889°W (34.826464, -106.688916). Prema Uredu SAD-a za popis stanovništva, zauzima 11,4 km2 površine, sve suhozemne.

## Stanovništvo
Prema podatcima popisa 2010. ovdje je bilo 3660 stanovnika, 1370 kućanstava od čega 1023 obiteljska, a stanovništvo po rasi bili su 76,0% bijelci, 0,9% "crnci ili afroamerikanci", 2,5% "američki Indijanci", 0,2% Azijci, 0,0% "domorodački Havajci i ostali tihooceanski otočani", 15,9% ostalih rasa, 4,4% dviju ili više rasa. Hispanoamerikanaca i Latinoamerikanaca svih rasa bilo je 54,5%.